# 千種信雄
千種 信雄（ちぐさ のぶお、1945年10月20日 - ）は、日本の元バスケットボール選手である。

## 来歴
育英高校から大阪商業大学に進学し、卒業後は住友金属に入社しシューターとして活躍。
全日本のメンバーとしてミュンヘン・モントリオール五輪に2大会連続で出場。
日本リーグでは3度の優勝に貢献し、第9回（1975）と第11回大会（1977）でベスト5に選出されている。
国内屈指のシューティング技術を持ち、1975年に行われた全日本のポートランド遠征で、 NBAのポートランド・トレイルブレイザーズから誘われた程の実力である。
引退後は指導者に転じ、籠球団休部時の監督も務めていた。
その後は住友金属の北陸支社長などを務める。